# Жадер да Сілва Бразейру
Жадер да Сілва Бразейру (порт. Jader da Silva Brazeiro; нар. 21 лютого 1984 року в м. Порту-Алегрі, Бразилія) — бразильський футболіст, півзахисник.
Виступав за команди «Пелотас», «Арсенал» Х, «Металіст», «Волинь».
Срібний призер чемпіонату України серед дублерів 2006 року.
19 вересня 2008 року «Волинь» розірвала контракт з гравцем, футболіст отримав статус вільного агента.